# Herbert Puls
Herbert Puls war ein deutscher Architekt, nach dessen Planungen zwischen 1915 und 1938 mehrere Gebäude in Quedlinburg entstanden, die heute überwiegend unter Denkmalschutz stehen.

## Bauten
- 1915: Friedhofskapelle des Marktfriedhofs St. Benedikti (unter Denkmalschutz; mit Stilelementen des Jugendstils und des Expressionismus)[1]
- um 1930: Häusergruppe Breitscheidstraße 22, 24, 26, 28 und 30 (im Stil des Neuen Bauens)[2]
- 1931: Mehrfamilienhaus Wallstraße 31 (im Stil des Neuen Bauens)
- 1934: Einfamilienhaus Breitscheidstraße 23 (im Stil des Neuen Bauens)[3][4][5]
- 1934–1935: Gebäude der Sparkasse, Markt 15[6]
- 1934–1935: Friedhofskapelle des Servatii-Friedhofs
- 1937: Umbau eines Gebäudekomplexes zur Tankstelle, Kaiser-Otto-Straße 33[7]
- 1938: Tankstelle und Werkstatt, Am Hospital 2[8]